# George Friedman
George Friedman (szül. Friedman György, Budapest, 1949. február 1. –) magyarországi születésű, zsidó származású amerikai író, nemzetközi ügyekkel foglalkozó geopolitikai stratéga. Alapítója és elnöke a Geopolitical Futures nevű online kiadványnak, amely elemzi és előrejelzi a globális események menetét.

## Élete
Olyan zsidó szülők gyermekeként született, akik túlélték a holokausztot. Családja a gyermekkorában elmenekült Magyarországról a kommunista rezsim elől, és először Ausztriában telepedett le, majd az Egyesült Államokba emigrált. Ő New Yorkban nőtt fel, ahol politológia szakon végzett, és a City College of New Yorkban szerzett BA-fokozatot s a Cornell Egyetemen PhD-t. Számos kormányzati és katonai szerv tanácsadójaként dolgozott. 1996-ban megalapította a Stratfort, egy geopolitikai hírszerzési és előrejelző céget, és a cég vezérigazgatójaként dolgozott. 2015-ben létrehozta a Geopolitical Futurest.

## Művei
- The Political Philosophy of the Frankfurt School (1981). Cornell University Press, ISBN 0-8014-1279-X
- The Coming War With Japan, with Meredith LeBard (1991). St Martins Press. Reprint edition, 1992, ISBN 0-312-07677-0
- The Future of War: Power, Technology and American World Dominance in the Twenty-First Century, with Meredith Friedman (1996). Crown Publishers, 1st edition, ISBN 0-517-70403-X. St. Martin's Griffin, 1998, ISBN 0-312-18100-0
- The Intelligence Edge: How to Profit in the Information Age with Meredith Friedman, Colin Chapman and John Baker (1997). Crown, 1st edition,  ISBN 0-609-60075-3
- America's Secret War: Inside the Hidden Worldwide Struggle Between the United States and Its Enemies (2004).  Doubleday, 1st edition, ISBN 0-385-51245-7. Broadway, reprint edition (2005). ISBN 0-7679-1785-5
- The Next 100 Years: A Forecast for the 21st Century (2009). Doubleday, ISBN 0-385-51705-X
- The Next Decade: What the World Will Look Like (2011). ISBN 0-385-53294-6
- Flashpoints: The Emerging Crisis in Europe (2015). Doubleday, ISBN 0-385-53633-X
- The Storm Before the Calm: America's Discord, the Coming Crisis of the 2020s, and the Triumph Beyond (2020). Doubleday, ISBN 9780385540490

### Magyarul
- A következő évtized. Birodalom és köztársaság egy változó világban; ford. Kodaj Bálint; New Wave Media Kft., Budapest, 2015
- Gyulladáspontok. A kialakulóban lévő válság Európában; ford. Melis Pálma; New Wave Media, Budapest, 2015
- A következő 100 év. Előrejelzés a 21. századra; ford. Bársony Olga; New Wave Media Kft., Budapest, 2015
- Vihar a csönd előtt. Amerika viszontagságai, a 2020-as évek válságai és a győzedelmes jövő; ford. ifj. Csák János; MCC Press, Budapest, 2022